# It-Girl

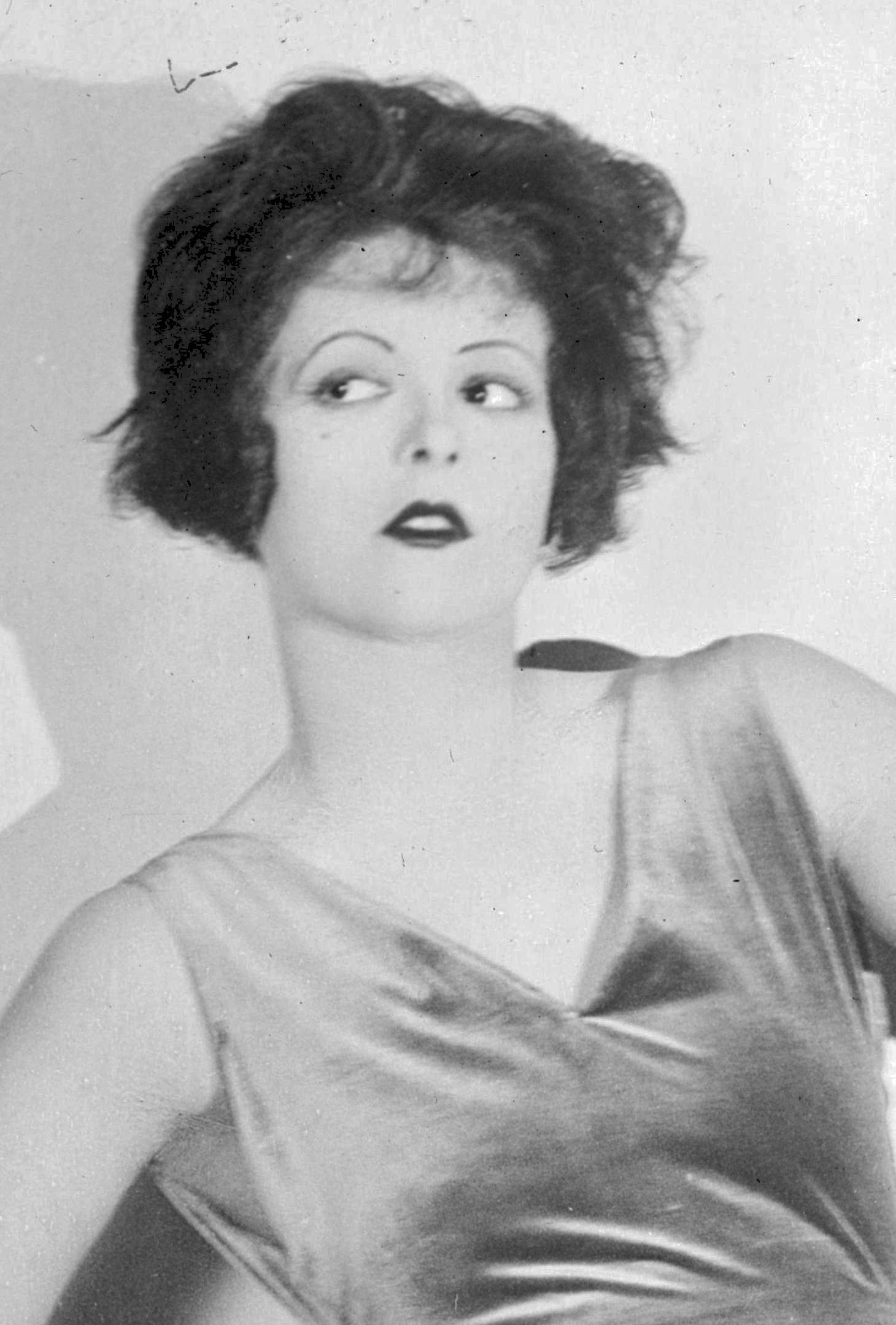
Das erste It-Girl der Filmgeschichte – Clara Bow (1924)

Ein It-Girl ist nach der modernen Definition des Duden eine „junge oder jüngere Frau, die durch ihr häufiges öffentliches Auftreten in Gesellschaft prominenter Personen und ihre starke Medienpräsenz einer breiten Öffentlichkeit bekannt ist“. Ursprünglich ließ sich der Begriff als „Mädchen mit dem gewissen Etwas“ übersetzen. Gelegentlich wird auch der Begriff It-Boy als männliches Pendant verwendet.

## Historischer Begriff
In der Studiozeit Hollywoods war das „It“, das das It-Girl kennzeichnet, identisch mit Glamour.
Die Bezeichnung „It girl“ kam zum ersten Mal in den USA für den Stummfilm-Star Clara Bow auf („Amerikas erstes Sex-Symbol“), nachdem sie 1927 die Hauptrolle in dem Film It (deutscher Titel: Das gewisse Etwas) nach dem Erfolgsroman It von Elinor Glyn gespielt hatte. Im Vorspann von Das gewisse Etwas definiert Glyn den Begriff folgendermaßen: 

“IT” is that quality possessed by some which draws all others with its magnetic force. With “IT” you win all men if you are a woman — and all women if you are a man. “IT” can be a quality of the mind as well as a physical attraction.

„‚It‘ ist jene Eigenschaft, die manche besitzen, die alle anderen mit ihrer magnetischen Kraft anzieht. Mit ‚It‘ gewinnst du alle Männer, wenn du eine Frau bist, und alle Frauen, wenn du ein Mann bist. ‚It‘ kann eine geistige Eigenschaft oder eine physische Anziehung sein.“

Mit It (englisch für es), dem „gewissen Etwas“, sind somit Sexappeal, Ausstrahlung und Auftreten (vgl. Charisma) gemeint. Der Begriff ließe sich also als „Mädchen mit dem gewissen Etwas“ übersetzen.

## Moderner Begriff

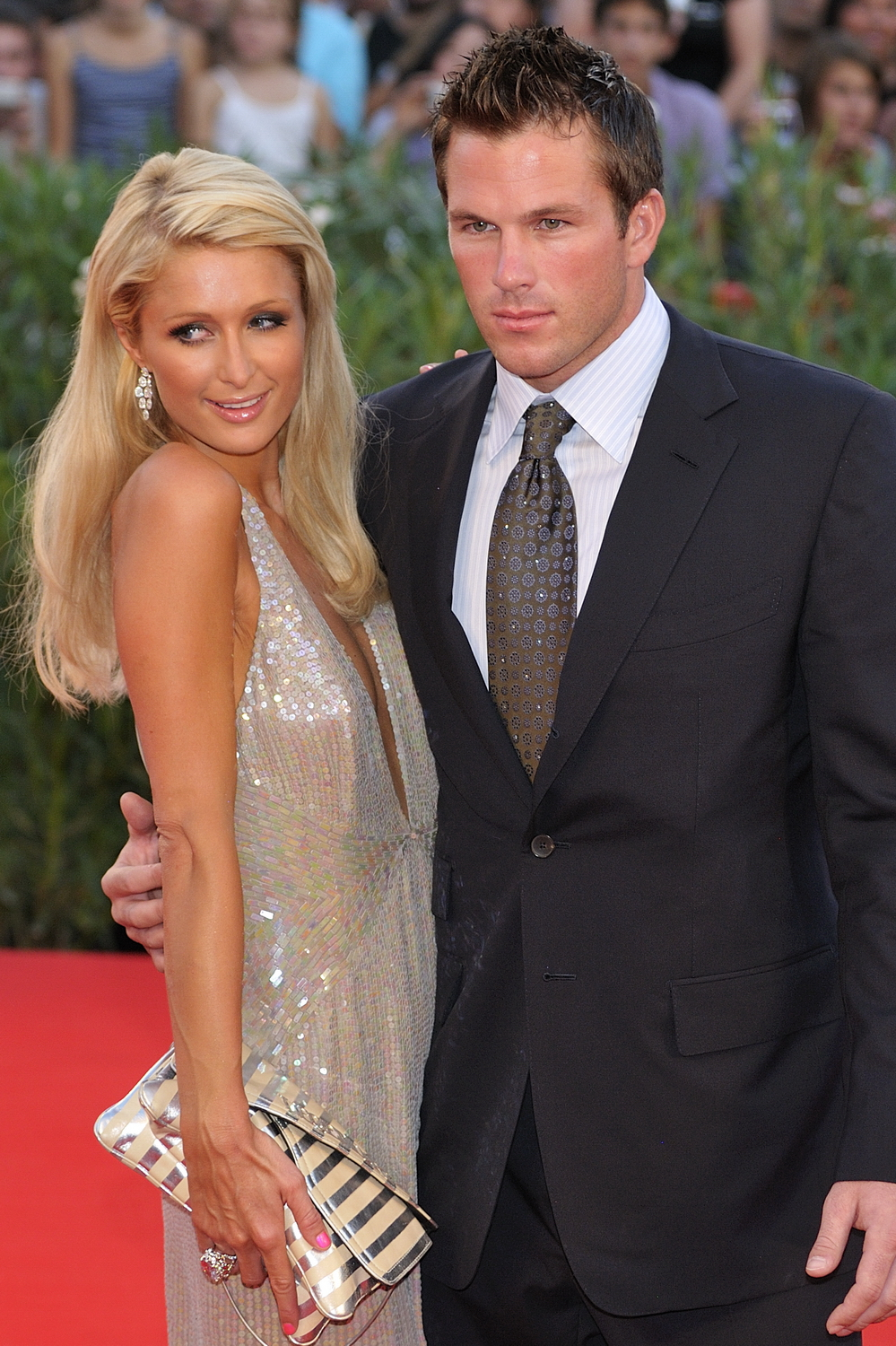
Paris Hilton war um die Jahrtausendwende eines der bekanntesten It-Girls (hier zusammen mit Doug Reinhardt).

Ab 1995 fand der Ausdruck im Englischen erneuten Gebrauch, vollzog gleichzeitig aber eine Pejorisierung: Die Konnotation „Glamour“ wurde von der Konnotation „Berühmtsein fürs Nichtskönnen“ verdrängt.
Seitdem wird der Begriff für zumeist junge Frauen verwendet, die ohne eigene Leistung durch ihre starke Präsenz im Boulevard zunächst zu „C-Promis“ werden. Die Gründe für die Medienpräsenz sind dabei etwa prominente Eltern, Geschwister oder Lebenspartner sowie Auftritte in der Öffentlichkeit (als „Pistenhühner“ besonders auf Partys) und im Reality-TV. It-Girls sind gut vernetzt, umgeben sich mit anderen Prominenten und können Modetrends setzen.
It-Girls nutzen ihre erlangte Medienpräsenz in der Folge oft zur Selbstvermarktung. Bekannte Beispiele sind Paris Hilton oder Kim Kardashian samt ihren Familienmitgliedern Kourtney Kardashian, Khloé Kardashian, Kendall Jenner und Kylie Jenner. Der Stern veröffentlichte 2007 einen Artikel über It-Girls mit dem Titel Berühmt fürs Nichtskönnen.
2009 wurde der Begriff It-Girl in den Duden aufgenommen. Das männliche Pendant war 2013 eine Hauptfigur in der französischen romantischen Filmkomödie It Boy – Liebe auf Französisch von David Moreau (Originaltitel «20 ans d’écart»). Wo noch zuvor die Paparazzi und Boulevardzeitungen über die Schicksale und Bekanntheit der It-Girls mitbestimmten, wurden diese mit dem Aufkommen der Sozialen Medien in den 2010er-Jahren schließlich nach und nach durch die Influencer verdrängt.
2024 veröffentlichte der Stern einen Artikel über die 20 größten It-Girls der letzten 100 Jahre. Auch SWR Kultur berichtete über das Frauenbild des It-Girls zu Beginn der 2000er-Jahre und bezeichnete es als „toxisch“. Außerdem präge es die Gesellschaft bis heute.